# Фури (гора)
Фури — стратовулкан, расположенный в юго-восточной окраине города Аддис-Абеба, столицы Эфиопии.
Высота вулкана достигает 2839 м. Вулкан находится недалеко от международного аэропорта Боле.